# Cyclemys gemeli
Espèce
Cyclemys gemeli est une espèce de tortues de la famille des Geoemydidae.

## Répartition

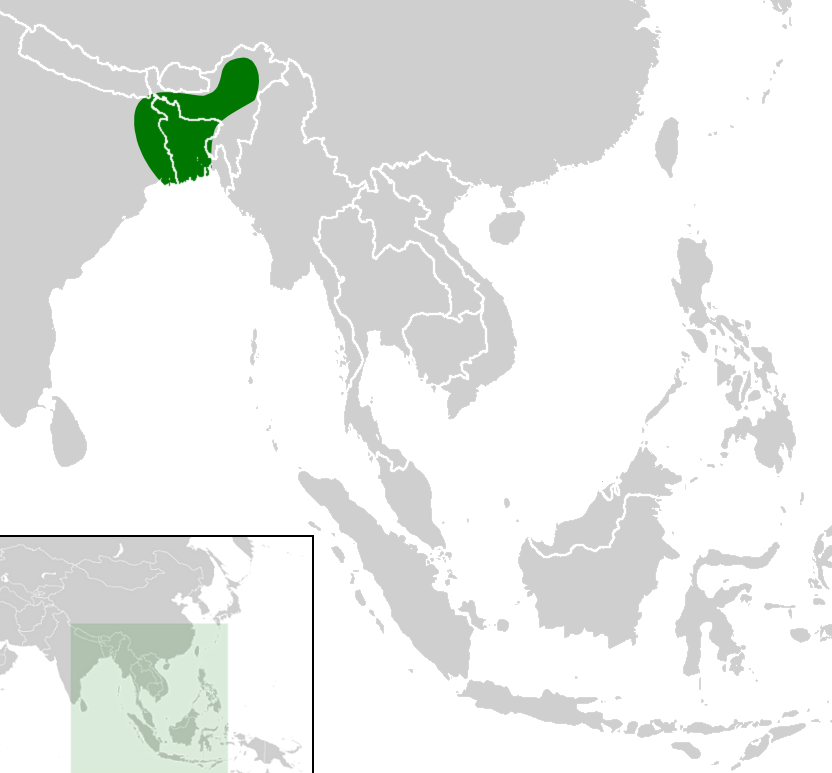
Distribution

Cette espèce se rencontre :
- en Inde en Arunachal Pradesh, en Assam, au Bengale-Occidental au Meghalaya et au Mizoram ;
- au Bangladesh.

## Étymologie
Cette espèce est nommée en l'honneur de Richard Gemel. 

## Publication originale
- Fritz, Guicking, Auer, Sommer, Wink & Hundsdörfer, 2008 : Diversity of the Southeast Asian leaf turtle genus Cyclemys: how many leaves on its tree of life? Zoologica Scripta, vol. 37, p. 367-390 (texte intégral).